# 戰神 (2018年遊戲)
- 關於2005年发行的系列首部作品，請見「戰神 (遊戲)」。
- 關於能保佑戰爭得勝的神祇，請見「戰神」。

《戰神》（又译作）是聖塔莫尼卡工作室開發並由索尼互動娛樂發行到PlayStation 4平台上的动作冒险游戏，同時也是繼《戰神：崛起》後的系列第七部作品以及2010年《戰神III》的續作，該作以北欧神话為核心設定，與之前以希臘神話為根基的六部作品大為不同。系列主人公克雷多斯會繼續擔任主角，並擁有一個名叫阿特柔斯的兒子。作為他兒子的導師和保護者，克雷多斯已經學會控制一直驅使他行動的怒氣，直面过去的自己，从复仇者成为一位父亲，与儿子共同成长的故事。遊戲於2018年4月20日在PlayStation 4平台發售。面向Microsoft Windows的PC版於2022年1月14日發售。本作是該系列首部登陸PC平台的作品。
該作發行後普遍受到評論家的好評，且主要集中在故事敘述、世界觀和克雷多斯父子的塑造等方面。多個評論家都為《戰神》打出滿分的分數，令它成為《戰神》系列中評分最高的遊戲，IGN給出2018年第二個的10/10分，在Metacritic上更是該網站史上第四高分的PS4遊戲。2021年9月17日索尼公布了本作續作《戰神：諸神黃昏》，2022年11月9日在PlayStation 4及PlayStation 5平台發售。

## 遊戲玩法

在E3 2016公開的《戰神》預告影片的遊戲截圖。圖中可見克雷多斯（中）和其兒子阿特柔斯（右）正與一隻山怪戰鬥。兒子會在戰鬥中幫助父親，比如在玩家的指令下射出箭。

由於遊戲系統已經徹底重建，《戰神》會與系列前幾作有很大不同。雖然2013年的前作《崛起》有多人模式，但這一作則只能以單人模式遊玩。《戰神》亦含有類似於角色扮演游戏的元素，例如箭術的知識點和在戰鬥期間發動的「斯巴達之怒」等。相比系列的其他作品，「斯巴達之怒」是一個較新的嘗試。遊戲有各式各樣的資源供玩家採集，同時也採用第三人稱視角和固定式的越肩鏡頭。
遊戲其中一個重大改動為克雷多斯前期不使用其標誌性的雙刃，原因是克雷多斯在《戰神III》的結尾中將雙刃丟棄，取而代之的是利維坦之斧。雙刃在遊戲中後期才會重新出現使用。在E3 2016和2017披露的預告片中可見戰斧能擲向敵人，能召回手中或使用冰元素。克雷多斯也可以為斧頭充能，造中能量波對周遭的敵人造成傷害。遊戲總監科里·巴羅格稱戰斧和主角有著很深的淵源關係，與其妻兒也有聯繫。克雷多斯使用的另一個新武器為一盾牌，可用作攻擊或防禦。另外，在《崛起》中已經存在的赤拳搏鬥技巧也會在《戰神》中出現。
儘管遊戲的主角是克雷多斯，但有時候玩家會被動性的控制主角的兒子——阿特柔斯。他有一個專屬的按鍵，其使用時刻取決於當時的環境。巴羅格表示阿特柔斯就像魔法一樣，是一個額外的戰力，而玩家則在教導和訓練他。在戰鬥時，阿特柔斯會根據玩家的視角用弓箭射出箭作支援。當面對大量敵人時，他亦會分散嘍囉的注意力，使克雷多斯得以集中精力對付強敵。
巴羅格確認《戰神》會採用開放式，但不是開放世界式的玩法。快速反应事件亦與其前作不太一樣。遊戲不會有任何道德系統或分支故事，所有玩家都會有相同的故事體驗。開發團隊還證實在此前有爭議的小遊戲不會回歸到《戰神》中。

## 設定
《戰神》系列的前六作皆大致基於希臘神話，而此作則以北歐神話為根據。巴羅格這樣解釋道：「這是主前–主後式的改變，我們正從零開始，並以此為起點向前邁進。」在擬定好背景前，開發團隊還曾經考慮以埃及神話作根基，巴羅格稱團隊有一半支持用埃及故事，但他們最後因為想把重點聚焦在克雷多斯身上，而確定使用北歐神話，畢竟「以門外漢的身份把中心題材設在陌生的土地上」實在太過強人所難。面對主角為何出現在北歐世界中的問題，巴羅格表示兩個文化的信仰體系是並存的，只是被「地理上分隔」了而已，而這也表明克雷多斯在《戰神III》後便從希臘移動至挪威（斯堪地那維亞）。巴羅格還稱《戰神》的故事年代早於維京時期，是他們的神仍然存世的紀元。在整部作品中，玩家能夠在北歐神話的九個領域的一部分遊歷。

## 劇情
在前作的故事結束後，希臘战神克雷多斯（Kratos）來到了北歐人类国度－米德加爾特地區，娶了第二任妻子菲（Faye）並生下了兒子阿特柔斯（Atreus）。然而好景不常，兒子尚年幼時菲便生了重病，臨死前囑咐克雷多斯砍下帶有掌印的樹木並將自己火葬，同時將自己的骨灰撒在九界的最高峰。葬禮結束後阿特柔斯想要立刻就去九界的最高峰撒骨灰，克雷多斯要先阿特柔斯獵鹿以試試他的身手，然而附近的山林卻開始出現亡靈與山怪，克雷多斯擔憂兒子身患隱疾又無法控制怒氣，本想延後出發，此時一名自稱由眾神之父奧丁派來的陌生人來到父子倆屋外叩門並且問東問西，言語之中似乎知道克雷多斯的身份，克雷多斯不滿，想要陌生人滾，兩人因此大打出手，然而克雷多斯攻擊陌生人後，陌生人卻不痛不癢，逼得克雷多斯只能扭斷他的脖子。回去後他自知他已被人跟蹤，無法安居，遂和兒子正式踏上旅途。
父子兩人一路上分別遇見了克雷多斯的武器利維坦之斧的打造者布羅克與辛德里兄弟。布羅克與辛德里不和，辛德里表示利維坦之斧是自己為菲打造的。父子兩人也遇到了居住於森林的女巫。女巫向克雷多斯表示她知道克雷多斯並不是米德加爾特當地人，而是來自域外地區的神。之後克雷多斯和他兒子又遇到棲息九大湖區的世界之蛇耶夢加得，他回應兩人召喚，探出身體使水面下降，一條通往山腳的陸路因此浮出水面，但是山上卻被奧丁設下的黑之吐息（黑霧）阻擋。這時女巫出現並讓克雷多斯使用提爾神殿中的彩虹橋，去精靈國度亞爾夫海姆取得世界之光藉此穿過黑霧，父子倆回程中救下正被巨龍攻擊的辛德里，於是他便幫阿特柔斯改良弓弦，並拿出槲寄生箭矢作為回報。
來到米德加爾特的最高峰後，他們突然聽見之前的陌生人，即奧丁之子巴德爾竟已經復活，帶著兩位姪子曼尼與摩迪，正向被奧丁囚禁的智慧之神密米爾詢問克雷多斯的去處。三人詢問無果而離去後，密米爾告知站上山頂的克雷多斯，九界中的最高峰其實在巨人國度約頓海姆。但巨人為了躲避阿薩神族的攻擊，很久以前便全數離開米德加爾特，摧毀大部分道路並讓戰神提爾藏起彩虹橋的國度塔與傳送符文，幸好密米爾知道如何解封一旁的傳送門，並要求克雷多斯砍下他的頭後帶去讓女巫復活。然而他們再度與女巫見面時，看見箭矢的她慌忙地稱其邪惡之物並要阿特柔斯立刻銷毀。復活密米爾後更朝他臉上淬了一口水，克雷多斯這才得知她是弗蕾雅，曾是華納神族的首領，後來接受密米爾作媒，與奧丁聯姻以結束兩神族的戰爭，結果婚後原本恩愛的夫妻日漸不合，弗蕾雅受不了奧丁的本性而出走，奧丁憤而奪走她的戰士之心，並下咒使她無法離開米德加爾特。由於過去被諸神玩弄、利用的經歷，克雷多斯不快地立刻帶著兒子與密米爾離開。
為了在傳送門刻下符文，三人來到巨人石匠索穆尔的尸体旁以取得他的鑿子，卻不巧碰上正在附近搜索的曼尼與摩迪，雙方爆發激戰並以曼尼被克雷多斯砍死作結，此時阿特柔斯的隱疾開始復發。來到提爾神殿尋找符文時，摩迪又突然偷襲兩人，阿特柔斯試圖反擊卻崩潰陷入昏迷。克雷多斯擊退摩迪後只能帶著昏迷的兒子請求弗蕾雅的幫助，弗蕾雅告知會發生此事正是因為克雷多斯隱瞞自身的半神身分，導致阿特柔斯對自己的血統一無所知最終精神受創。若要救治兒子，克雷多斯必須到達戰斧幾乎無效的冥界赫尔海姆取得守桥人之心。愧疚的克雷多斯決心面對自己的心魔，回家取出塵封已久的混沌雙刀，並成功取得了心臟，途中也看到了雅典娜和宙斯的幻象，回忆起自己痛苦的过去。
阿特柔斯醒來後，克雷多斯決定告訴他是神的事實，但他卻變得自大起來，當面指責辛德里總是抱怨他的哥哥。離開提爾神殿後，摩迪又再度現身，此時他因為曼尼的死被父親索爾痛揍一頓，克雷多斯認為傷重的他不值得動手，但阿特柔斯反不聽勸，殺死了摩迪。兩人正要開啟傳送門進入約頓海姆又被巴德爾攻擊，战斗中克雷多斯意外摧毀了門，無奈的他要兒子趕緊逃跑，殊不知阿特柔斯卻以閃電箭射擊他，擅自拔刀衝向對手，隨即被巴德爾輕易擄走。巴德爾騎著巨龍來到彩虹橋，打算把阿特柔斯帶往阿斯嘉特，克雷多斯只能將通道改向赫尔海姆。再度墜回冥界的克雷多斯怒斥兒子的衝動，而阿特柔斯也感到抱歉並與父親搭上冥界的帆船離開，途中看到正被冥界幻象迷惑的巴德爾，眾人知曉原來弗蕾雅正是巴德爾的生母天后弗丽嘉，在他剛出生不久便預知兒子將死於非命，於是弗蕾雅向兒子施咒使任何事物都無法殺死他，然而巴德爾卻從此失去視、聽覺以外的所有感官，而弗蕾雅甚至欺騙他咒語無法可解，令他在大肆縱慾享樂的阿斯嘉特活得生不如死。
回到米德加爾特後，三人在奧丁密室發現被提爾隱藏的鑰匙圖紙，於是交給已經和好的矮人兄弟打造，以此打開神殿下方的密室後，發現竟藏著能自由通往世界各處的團結石（Unity stone）。有了此物，約頓海姆的國度塔再度顯現，如今缺的只剩密米爾被奧丁挖出，現在在耶夢加得胃裡的另一隻眼睛。然而取得眼睛後，耶夢加得又突然被巴德爾攻擊，大蛇連忙將三人吐出，使眾人正好與外出尋找兒子的弗蕾雅齊聚一堂。此時深恨弗蕾雅的巴德爾已決定親手弒母，並與阻止他的克雷多斯再度爆發衝突，戰鬥中阿特柔斯為了保護父親挨了巴德爾一拳，殊不知竟讓先前克雷多斯用來固定箭筒皮帶的槲寄生箭頭破除了巴德爾的保護咒。著急的弗蕾雅操縱索穆尔的屍體打算隔開雙方，但巴德爾的戰意沒有消退，反因為重獲感覺而更加興奮，最終父子倆一人一拳打倒了他，阿特柔斯则唤來耶夢加得咬下索穆尔的頭。克雷多斯掐住巴德爾並要他不准在找他們，也不得傷害弗蕾雅，但離去後巴德爾仍執意復仇，最後克雷多斯只能再度扭斷他的脖子，倒下的巴德爾感受到芬布爾之冬的第一個雪花後就此死去。痛失愛子的弗蕾雅發誓會讓克雷多斯不得好死，抱著巴德爾的屍體離去。見此克雷多斯坦承自己弒父的過往，阿特柔斯感嘆神明是否都將面臨殺害親人的命運，克雷多斯回答自己的過去不會成為他的未來，希望他能變得更好。
抵達約頓海姆，父子倆在山頂的壁畫發現菲早已預料到這趟旅途的發生。菲的真身實為巨人勇士勞菲，過去矮人兄弟為了阻止索爾濫用他們的作品雷神之鎚大肆屠殺，便製作了利維坦之斧送給菲，菲也就此留在米德加爾特以保護預言的發生，而巴德爾並非追蹤克雷多斯，而是想向菲詢問解咒的方法。壁畫上的阿特柔斯與克雷多斯分別被稱為洛基與法布提。克雷多斯也證實他當初為了紀念一位同名的斯巴達弟兄，才堅持將兒子從洛基改取名為阿特柔斯。最終他們來到最高峰上灑下菲的骨灰，回到米德加爾特后，密米爾警告世界已发生巨变，諸神黃昏因父子倆的行動提早一百年的時間，同時弗蕾雅也已詢問密米爾，准备取回被奥丁隐藏起来的戰士之心。回到家中的阿特柔斯則做了芬布爾之冬結束後，索爾出現在家門前準備與克雷多斯大戰一場的預知夢。

## 開發
在2014年12月6日的首屆PlayStation Experience上，索尼互動娛樂聖塔莫尼卡工作室的創意總監科里·巴羅格證實新的《戰神》遊戲正處於早期的開發階段。他表示遊戲可能不是一個前傳，而是一部重啟作。2016年4月，Polygon報導新作的概念藝術已經洩露，圖片顯示克雷多斯身在北歐神話的世界中。這個概念最初是由系列創作者大衛·賈菲在主角殲滅奧林帕斯十二神後考慮的。在E3 2016中，《戰神》正式公開並且透露了遊戲玩法，同時亦驗證了概念藝術的真確性。演示影片展示鬍鬚濃密的克雷多斯正在教導他的兒子打獵。他們二人協力與神話中的生物——山怪作戰。影片的最後則表明《戰神》將會是一款PlayStation 4獨佔遊戲。E3還證實巴羅格會重新擔任新作品的遊戲總監。巴羅格自2005年的首作發行後便一直是戰神系列的靈魂人物，《戰神》也是他第五部有參與在其中的系列作品。巴羅格稱他們故意以《戰神》為標題名，且不加任何數詞和副標題，因為它是一份重新構想過的作品，儘管仍是該系列的延續。
開發《戰神》的團隊大多有著參與製作系列作的經驗。在視角變化方面，巴羅格表示：「我們想要更親密、更近距離和更多的由玩家控制的體驗，因此視角是一個我們非常重視的技術。」當屏幕上的敵人多於100個的時候，幀率會是每秒30幀，而《戰神III》或《背叛》的幀數則有50。與之前的遊戲不一樣，聖塔莫尼卡工作室不會將演示影片公開展示。巴羅格解釋道製作另一個演示會使遊戲延遲幾個月發行，但他沒提到是否會釋出E3 2016的演示。他還證實《戰神》為PlayStation 4獨佔遊戲，但遊戲會從PlayStation 4 Pro的強大功能中受益；在《戰神》宣佈製作消息後的幾個月發行的PlayStation 4更新版本會對遊戲作4K處理。索尼在2016年12月的PlayStation Experience活動中沒有公佈《戰神》的消息，巴羅格後來承諾道當他們準備好的時候便會展示出一些非常棒的東西出來。同月下旬，巴羅格確認遊戲已開發完畢。
在E3 2017上索尼展示了新的《戰神》演示影片。影片中，克雷多斯手握可以用來進攻或防禦的盾牌，在演示的某一刻發現一個希臘花瓶，瓶上印有揮舞著雙刀的他。克雷多斯亦在影片中被一位不知其名的女士告誡，要他注意北歐諸神，因為他們都知道克雷多斯曾對希臘眾神大開殺戒過。在演示的最後，克雷多斯和阿特柔斯遭遇到耶夢加得，而阿特柔斯則為其父親翻譯，稱牠願意幫助他們。遊戲已確定將於2018年初發行。

### 角色塑造

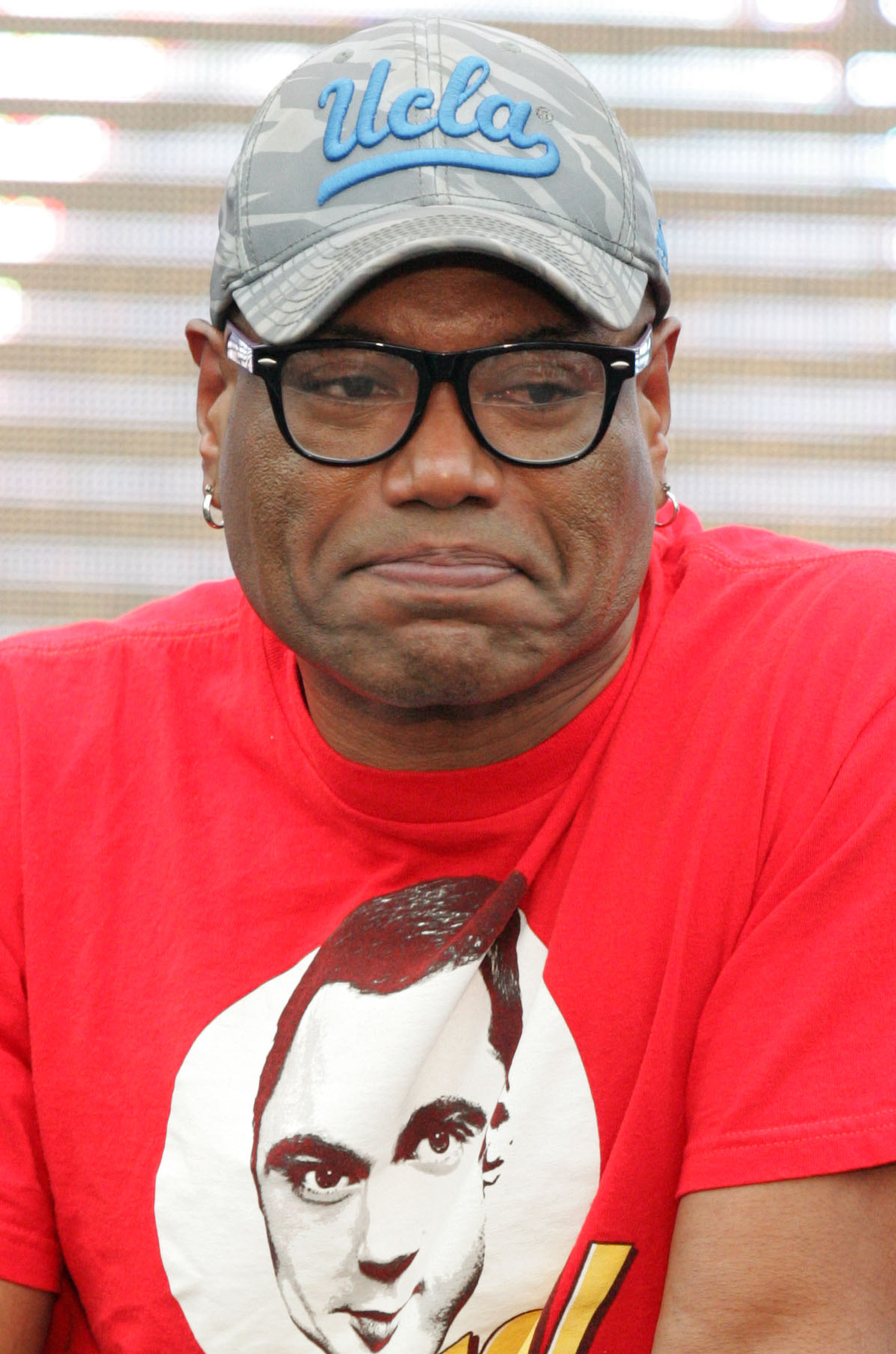
克里斯托弗·賈基為克雷多斯的新配音員。

在遊戲開發的初段，有建議說《戰神》可以設計出另一角色作主角，但開發團隊決定繼續沿用克雷多斯。參考任天堂的角色瑪利歐和其延伸作品，巴羅格表示克雷多斯就像瑪利歐一樣，已經是其系列的標誌。對於新的改動，巴羅格這樣說：
「我知道我不想簡單的重啟系列，從頭開始訴說原版的故事。我想要做的是再定義遊戲的玩法，給予玩家一個全新的視角和觸覺體驗，同時讓他們更深入了解克雷多斯的情感，探索一個不死半神為了做出改變，而展開的迷人戲劇性故事。」
巴羅格交待說克雷多斯要懂得改善他的暴戾本性，學習如何控制他的憤怒。他表示主角曾作出許多錯的決定，是奧林匹斯走向滅亡之路的元凶，他們想知道如果主角作出好的決定時會發生什麼。這改變的想法來自於巴羅格自己兒子的誕生，而被取消的真人《星球大戰》電視劇也是其中一個因素。克雷多斯和其兒子的關係是整個遊戲的核心，巴羅格補充道：「這遊戲是關於克雷多斯教他的兒子怎樣成神，而阿特柔斯則教他的父親怎樣為人。」巴羅格亦以漫威漫畫的角色浩克作參考，關於克雷多斯，克羅格這樣說：「世人已經訴說過浩克的故事，現在我們要訴說的，是班納（浩克本名的姓氏）的故事。」另外，於《星際之門：SG-1》飾演Teal'c的克里斯托弗·賈基將取代從系列第一作開始便為克雷多斯配音的特倫斯·C·卡森，擔任克雷多斯的配音員；談到這一改變，卡森表示索尼已經走向新的道路。
E3 2016期間，GameSpot錯誤地報導克雷多斯的兒子名叫「查理」（Charlie），巴羅格得知後一笑置之，否認這一點。2017年1月，一位粉絲下載了《戰神》的序曲，並在歌曲介紹上看到「克雷多斯和阿特柔斯的介紹」一字句。事後，巴羅格在Twitter上證實阿特柔斯為克雷多斯兒子的名字。他也表示阿特柔斯知道他父親是一位半神，但不知道其過去，並肯定《戰神》不會是克雷多斯最後一次出現的作品。談到阿特柔斯的母親，巴羅格說目前不會透露任何關於她的情報，原因是她是故事的重要一環。

### 主要演员
| 角色          | 演员及配音        |
| ------------- | ----------------- |
| 克雷多斯      | 克里斯托弗·賈基   |
| 阿特柔斯/洛基 | 桑尼·苏尔季克     |
| 弗蕾雅/弗丽嘉 | 丹尼尔·比苏蒂     |
| 巴德爾        | 傑瑞米·戴維斯     |
| 布洛克        | 罗伯特·克雷格黑德 |
| 辛德里        | 亞當·J·哈靈頓     |
| 密米尔        | 阿拉斯泰爾·鄧肯   |

### 追加更新
《战神》发布后，不断通过补丁方式追加游戏修补与更新。
相片模式
在2018年5月9日，发布了1.20版补丁，追加了相片模式（Photo Mode），允许玩家以较大的自由度进行游戏内摄影。玩家可以调整相机位置、视角以及景深，还有相关角色的表情。有玩家发现该模式对全景摄影相当友好，可以进行相关拍摄，复原场景。
新游戏+
E3 2018期间，新游戏+模式（英語：New Game+）获得官方确认，玩家可以在新的周目中继承已经获得的装备，而相应的游戏难度也会提升。
2018年8月20日，官方推送1.30版本更新，带有NG+内容；新周目带来新增的装备等级「完美」（英語：Perfect），新的盔甲、护身符、咒术及武器手柄，用于新等级装备的升级道具「爐渣」（英語：Skap Slag），敌人的新攻击模式等内容，但没有新的奖杯项目。

## 原聲帶
曾在《太空堡垒卡拉狄加》和《屍行者》等擔任作曲家的貝爾‧麥奎瑞將會負責《戰神》的聲樂工作，為遊戲譜寫全新的曲調。麥克瑞利表示他在2014年11月應聖莫尼卡工作室的要求，與音樂製作人皮特·斯卡圖羅（Pete Scaturro）和凱斯·利里（Keith Leary）會面，討論「一項秘密計劃」；麥克瑞利此前就曾與他們兩個在《SOCOM 4：美國海豹特遣隊》中合作。他們商討過以民間音樂、神話、北歐民族樂器等為遊戲的音樂概念，而麥克瑞利則從中猜測出這是新的《戰神》系列作品的討論。他在討論開始後不久與巴羅格見面，並與其討論遊戲的敘事視角。
麥克瑞利最初的努力主要集中在寫新的主題曲上，或者是他所說的克雷多斯主題曲。他花了幾個月時間與巴羅格、斯卡圖羅、利里、索尼音樂總監查克·杜德（Chuck Doud）以及開發團隊的其他成員一起製作新的主題曲。麥克瑞利把克雷多斯的主題曲形容為「可以說是我最滿意和最吸引人的旋律之一」。主題曲含有冰島式合奏、有力的女聲（尤其是法羅群島歌手埃沃兒·帕爾斯多蒂爾）和諸如尼古赫帕琴和手搖風琴的北歐弦樂器等。當《戰神》決定要在E3 2016上披露時，索尼希望麥克瑞利在記者招待會上與現場樂隊一起演奏他的原始樂譜，並在演示過程時現場奏出遊戲演示的音樂。
2017年1月13日，於E3 2016錄製的《戰神》序曲的現場錄音在有限時間內免費發行。當遊戲的E3 2016預告片在YouTube上達到了1500萬觀看數時，巴羅格公開了《戰神》的序曲作為謝意。

## 反響

### 發行前
| 汇总媒体   | 得分   |
| ---------- | ------ |
| Metacritic | 94/100 |

| 媒体            | 得分    |
| --------------- | ------- |
| Destructoid     | 10/10   |
| 电子游戏月刊    | 9.5/10  |
| Game Informer   | 9.75/10 |
| Game Revolution | [ 40 ]  |
| GamesRadar+     | [ 41 ]  |
| GameSpot        | 9/10    |
| Giant Bomb      | [ 43 ]  |
| IGN             | 10/10   |
| Polygon         | 10/10   |
| 游戏机实用技术  | 30/30   |
| The Guardian    | [ 46 ]  |
| USgamer         | [ 47 ]  |

評論家對《戰神》在E3 2016的展示大多持正面觀點。IGN的馬蒂·席爾瓦（Marty Sliva）表示儘管系列之前的三部曲是過去十五年來最具影響力的動作遊戲，但他始終無法喜歡上該系列，主要是因為克雷多斯的存在。在演示中展出的克雷多斯和其兒子之間的關係，令席爾瓦改觀和令他注意上《戰神》這系列。來自GameSpot的彼得·布朗（Peter Brown）認為轉換視角是一個「明智的選擇」，也是他渴望聖塔莫尼卡工作室所做出的改變；「這非常感人」是布朗看到克雷多斯和阿特柔斯之間的親密舉動後作出的評論，他兒子殺死一隻鹿後更是「激發出他的情感」，而這是布朗在玩系列前幾作時從沒發生過的事情。

### 發行版本
2018年4月20日，《战神》正式发售，并发布五个版本：数字标准版、数字豪华版、實體限量版、實體典藏版和石匠版。其中典藏版在歐美地區和亞洲地區所發行的內容並不相同，參考如下：
- 数字标准版：包含基础游戏。
- 数字豪华版：除了基础游戏，还提供游戏内的額外數位內容，額外數位內容包括盔甲“死亡誓言盔甲”和盾牌“流亡人守護者”，以及黑馬漫畫下載版、美術畫集下載版、PS4動態主題。
- 實體限量版（歐洲版）：包含基础游戏，附贈美術畫集實體版、特製鐵盒。該版本僅在歐洲地區限量發售。
- 實體典藏版（亞洲版）：包含数字豪华版內容和一系列实体收藏品，收藏品包括：9吋克雷多斯與阿特柔斯模型、2吋胡睹兄弟雕像、平版印刷畫、布質地圖、特別項鍊、索口袋。該版本僅在亞洲地區限量發售。
- 實體典藏版（北美版）：包含数字豪华版內容和一系列实体收藏品，收藏品包括：9吋克雷多斯與阿特柔斯模型、2吋胡睹兄弟雕像、平版印刷畫、布質地圖、特製鐵盒。
- 石匠版（北美版）：包含實體典藏版的所有內容，收藏品包括：9吋克雷多斯與阿特柔斯模型、2吋胡睹兄弟雕像、平版印刷畫、布質地圖、特製鐵盒。並增加了石匠戒指、密米爾說話首級鑰匙圈、2吋馬與巨怪雕像[49]。

### 發行後
Metacritic根據108條評論給予《戰神》94/100分，屬「普遍好評」級別。它也因如此與2005年的《戰神》一樣擁有全系列的最高分，同時也是Metacritic史上第三高分與2018年最高分的PS4遊戲，而把後者的類別擴大至全部主機也僅僅次於Xbox One版本的《蔚藍》。
遊戲許多方面都獲得高度的評價，包括故事、角色、音樂、新戰鬥系統與對北歐神話的使用等方面。評論家認為《戰神》是一項「技術成就」，是遊戲主機中最令人印象深刻的遊戲之一，同時成功復興該系列而又不失其前作的核心概念。IGN的喬納森·多恩布什（Jonathon Dornbush）給予《戰神》的10/10分，為繼《蔚藍》後該公司在2018年給出的第二個滿分。多恩布什指出遊戲的人物、世界和戰鬥令人過了一場難以遺忘的冒險，還表示阿特柔斯為他近幾年來最喜歡的配角之一。而Polygon的克里斯·普蘭特（Chris Plante）則同樣打出最高分的10/10分，他認為SIE聖塔莫尼卡工作室成功把克雷多斯塑造成一個好爸爸，更指出玩家應該放下操縱杆細心聆聽該對父子的對話。

### 獎項與榮譽
| 年份 | 獎項             | 類別                         | 結果 | 來源                 |
| ---- | ---------------- | ---------------------------- | ---- | -------------------- |
| 2016 | 遊戲評論獎       | 繪圖特別推薦獎               | 獲獎 | [ 54 ]               |
| 2016 | 最佳E3獎         | 最佳展示                     | 提名 | [ 55 ]               |
| 2016 | 最佳E3獎         | 最佳PlayStation 4遊戲        | 提名 | [ 55 ]               |
| 2016 | 最佳E3獎         | 最佳動作遊戲                 | 提名 | [ 55 ]               |
| 2016 | 金摇杆奖         | 最受期待遊戲                 | 提名 | [ 56 ]               |
| 2016 | 遊戲大獎         | 最受期待遊戲                 | 提名 | [ 57 ]               |
| 2017 | 金摇杆奖         | 最受期待遊戲                 | 提名 | [ 58 ]               |
| 2017 | 遊戲大獎         | 最受期待遊戲                 | 提名 | [ 59 ]               |
| 2018 | 好萊塢傳媒音樂奬 | 最佳電子遊戲原創音樂         | 提名 | [ 60 ] [ 61 ]        |
| 2018 | 金摇杆奖         | 最佳敘事                     | 獲獎 | [ 62 ] [ 63 ] [ 64 ] |
| 2018 | 金摇杆奖         | 最佳視覺設計                 | 獲獎 | [ 62 ] [ 63 ] [ 64 ] |
| 2018 | 金摇杆奖         | 最佳聲訊設計                 | 獲獎 | [ 62 ] [ 63 ] [ 64 ] |
| 2018 | 金摇杆奖         | 最佳PlayStation 4遊戲        | 獲獎 | [ 62 ] [ 63 ] [ 64 ] |
| 2018 | 金摇杆奖         | 年度遊戲                     | 提名 | [ 62 ] [ 63 ] [ 64 ] |
| 2018 | 遊戲大獎         | 年度遊戲                     | 獲獎 | [ 65 ]               |
| 2018 | 遊戲大獎         | 最佳遊戲指導                 | 獲獎 | [ 65 ]               |
| 2018 | 遊戲大獎         | 最佳遊戲敘事                 | 提名 | [ 65 ]               |
| 2018 | 遊戲大獎         | 最佳美術指導                 | 提名 | [ 65 ]               |
| 2018 | 遊戲大獎         | 最佳原聲/音樂                | 提名 | [ 65 ]               |
| 2018 | 遊戲大獎         | 最佳聲效設計                 | 提名 | [ 65 ]               |
| 2018 | 遊戲大獎         | 最佳配音 （克里斯多福·賈基） | 提名 | [ 65 ]               |
| 2018 | 遊戲大獎         | 最佳动作/冒险游戏            | 獲獎 | [ 65 ]               |

### 销量
| 公布时间   | 销量         | 备注                                                   |
| ---------- | ------------ | ------------------------------------------------------ |
| 2018-05-03 | 310万份      | 发售后3天，统计窗口为2018年4月20～22日                 |
| 2019-05-21 | 超过1000万份 | Sony IR Day 2019数据                                   |
| 2021-10    | 1950万份     | 为宣布本作登陆PC平台当天的文稿宣称 统计节点为2021年8月 |